# Marca temporal

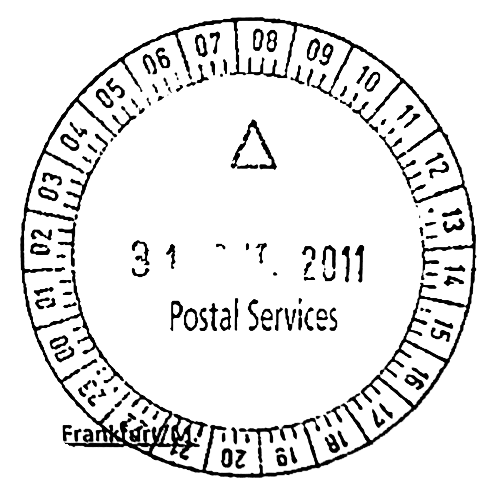
Carta con matasellos que muestra la fecha (al centro) y la hora de su recepción en la oficina postal.

Una marca temporal, conocida también como registro de tiempo, cronomarcador, sello de tiempo o timestamp, es una secuencia de caracteres que denotan la hora y fecha (o alguna de ellas) en la/s que ocurrió determinado evento. Esta información suele presentarse en un formato consistente, lo que permite la fácil comparación entre dos diferentes registros y el seguimiento de avances en el tiempo; la práctica de grabar marcas temporales de forma consistente a lo largo de la información actual se llama timestamping. Las marcas generalmente se utilizan en el seguimiento de eventos; a cada evento se le asigna una marca temporal. En los sistemas de archivos, la marca temporal puede hacer referencia a la hora y fecha de creación, acceso o modificación de un archivo determinado.
Ejemplos de marcas temporales:
2005-10-30 T 10:45 UTC
2007-11-09 T 11:20 UTC
Sab 23 jul 2005 02:16:57

## Historia
El término "timestamp" proviene de los sellos de goma utilizados en las oficinas para estampar la fecha actual,  a veces la hora, en tinta sobre documentos de papel, con el fin de registrar cuándo se recibió el documento. Ejemplos comunes de este tipo de timestamp son el matasellos en una carta o los horarios de entrada y salida en una tarjeta de tiempo.
Con el advenimiento de los sistemas de datos digitales, el término se ha ampliado para referirse a la información digital de fecha y hora adjunta a los datos digitales. Por ejemplo, los archivos informáticos contienen timestamps que indican cuándo se modificó por última vez el archivo, y las cámaras digitales agregan timestamps a las imágenes que toman, registrando la fecha y hora en que se tomó la fotografía.

## Timestamps digitales
Estos datos generalmente se presentan en un formato consistente, lo que permite comparar fácilmente dos registros diferentes y realizar un seguimiento del progreso a lo largo del tiempo; la práctica de registrar timestamps de manera consistente junto con los datos reales se denomina sellado de tiempo (timestamping).
Los timestamps se utilizan típicamente para registrar eventos o en una secuencia de eventos (SOE), en cuyo caso cada evento en el registro o SOE se marca con un timestamp.
Prácticamente todos los sistemas de archivos de computadoras almacenan uno o más timestamps en los metadatos por archivo. En particular, la mayoría de los sistemas operativos modernos admiten la llamada al sistema POSIX stat, por lo que cada archivo tiene tres timestamps asociados: el tiempo de último acceso (atime: ls -lu), el tiempo de última modificación (mtime: ls -l) y el tiempo de último cambio de estado (ctime: ls -lc).
Algunos programas de compresión de archivos y software de control de versiones, cuando copian un archivo de una computadora remota a la computadora local, ajustan los timestamps del archivo local para mostrar la fecha/hora en el pasado cuando ese archivo fue creado o modificado en la computadora remota, en lugar de la fecha/hora en que el archivo fue copiado a la computadora local.
Frecuentemente se encuentra que los timestamps están incorrectos en muchos casos. Sin limpiar los timestamps inexactos, las aplicaciones relacionadas con el tiempo, como el análisis de procedencia o las consultas de patrones, no son confiables. Para evaluar la corrección de los timestamps, se pueden aplicar restricciones temporales que establezcan límites de distancia entre ellos.

## Estandarización
La Organización Internacional de Estándares (ISO) ha definido la ISO 8601, la cual estandariza los timestamps.

## Otros usos
Marca temporal
- Un código de tiempo (en redes informáticas o tecnología de video)
- Tiempo universal en Unix, un timestamp UNIX es el número de segundos desde 00:00:00 UTC del 1 de enero de 1970 (UNIX Epoch) hasta el momento en que se crea la marca temporal, es usado también en Linux y en sistemas de base de datos como MySQL o DB2. Dicho UNIX timestamp es de amplio uso para ordenación y seguimiento de información en aplicaciones distribuidas y aplicaciones dinámicas.[4]
- El ICMP Timestamp
- Una marca temporal digital, utilizada en criptografía
- El tiempo de modificación o de acceso a un archivo o directorio en un sistema de archivos de computadora o base de datos
- Un tipo de dato T-SQL, el cual muestra números binarios únicos generados en una base de datos automáticamente, que suele usarse como una forma de marcar la versión de las filas de una tabla. Este tipo de dato es simplemente un número que se incrementa, pero que no conserva una fecha u hora.[5]